# Josep Galan i Castany
Josep Galan i Castany (Fraga, Baix Cinca, 1948 - 2005) fou un filòleg llicenciat en Filosofia i Lletres, en l'especialitat d'Història, i professor d'ensenyament primari. Exercia com a professor a Santa Margarida de Montbui, on també havia estat com a director i regidor de l'ajuntament. A partir del 1978 milità a CCOO.
Impulsor de l'associacionisme cultural en defensa del català a la Franja de Ponent, participà en la fundació de l'Institut d'Estudis de Fraga i del 1981 al 2004 fou president de l'Institut d'Estudis del Baix Cinca i el 2004 participà en la Iniciativa Cultural de la Franja que presideix Artur Quintana, amb la revista Temps de Franja i altres com Batecs i Cinga. També col·laborà al recull Bllat Colrat (1997), tres volums que compilen la literatura popular del Baix Cinca, la Llitera i la Ribagorça. El 2003 va rebre elPremi d'Actuació Cívica de la Fundació Lluís Carulla.
Al seu epitafi hi ha escrit:
- Si no mos estimem la nostra llengua, no mos respectaran i tindrem los dies comptats com a poble.

## Obres
- Estudis lèxics de la parla de Fraga en tres volums, I-II (1985) i III (1987)
- Refranyer fragatí (1987)
- Mort a l'Almodí (1991)
- Les cançons de la nostra gent (1993) [recopilació]-[Zaragoza] Departamento de Cultura y Educación, Edita; Diputación General de Aragón, Departamento de Cultura, ISBN 84-7753-397-0.
- Les motades de Fraga (1994)
- L'estudi descriptiu de la llengua de Fraga (1995), amb Hèctor Moret
- El lèxic esmorteït de la parla de Fraga (1997)
- Modismes i frases fetes de la parla de Fraga (2003)

## Obres dedicades a Josep Galan i Castany
- Batec a Batec. Miscel·lània de treballs oferts de honor a Jopes Galan i Castany (2006)